# Загоровський Олександр Іванович
Олександр Іванович Загоровський (нар. 2 січня 1850 Скурати, Радомисльський повіт, Київська губернія, Російська імперія — пом. 1919, Одеса) — український юрист, доктор цивільного права, професор; заслужений ординарний професор Імператорського Новоросійського університету, фахівець з цивільного та сімейного права, цивільного процесу; батько одеських історика Євгена Загоровського і біолога Миколи Загоровського.

## Життєпис
Олександр Іванович Загоровський народився 2 січня 1850 року в родині священника Хрестовоздвиженської церкви села Скурати отця Іоанна Єлесійовича Загоровського та його дружини Анни Павлівни. Середню освіту здобув в Радомисльському повітовому дворянському училищі, а згодом — в Житомирській гімназії (випуск 1867 року).
Закінчив юридичний факультет Київського університету Святого Володимира (1871 рік). З 1872 року був професорським стипендіатом по кафедрі цивільного права Київського університету Святого Володимира.
В 1875 році захистив у Київському університеті дисертацію «Pro venia legendi» (на право викладання) за темою «Історичний нарис позики за руським правом до кінця ХІІІ століття» і, після читання двох пробних лекцій, був призначений приват-доцентом кафедри цивільного права Київського університету Святого Володимира.
У 1876—1878 роках перебував у науковому закордонному відрядженні у Німеччині та Франції з метою підготовки до захисту магістерської дисертації.
У 1787 році в Київському університеті захистив магістерську дисертацію «Незаконнонароджені за саксонським і французьким цивільними кодексами у зв'язку з принциповим вирішенням питання про незаконнонароджених взагалі» на здобуття звання магістра кафедри цивільного права. В 1878—1879 роках академічному році працював на зазначеній кафедрі.
В 1879—1880 академічному році був доцентом кафедри цивільного судочинства і торгового права Демидівського юридичного ліцею в м. Ярославлі. З 1880 року викладав на кафедрі цивільного права Імператорського Харківського університету.
У 1884 році в Імператорському Московському університеті захистив докторську дисертацію «Про розлучення за російським правом». У тому ж 1884 році Радою Харківського університету був обраний екстраординарним, а з 1886 р. — ординарним професором кафедри цивільного права цього університету.
З 1892 року за станом здоров'я (потребував більш м'якого клімату) перевівся на посаду ординарного професора кафедри цивільного права Імператорського Новоросійського університету.
Помер 23 липня 1919 року в Одесі.
Похований на Першому Християнському цвинтарі Одеси, який в 1937 році було зруйновано. На його місці був відкритий «Парк Ілліча» з розважальними атракціонами, а частина була передана місцевому зоопарку. Нині достеменно відомо лише про деякі перепоховання зі Старого цвинтаря, а дані про перепоховання Загоровського відсутні.

## Родина
Одружився 25 травня 1879 року в Києві з дочкою штабс-капітана Наталією Георгіївною Забєлло.
- Син: Загоровський Євген Олександрович (1885—1938) — історик, професор.
- Син: Загоровський Микола Олександрович (1893—1934) — гідробіолог, лімнолог, професор.

## Наукова діяльність
Плідно займався питаннями цивільного та сімейного права.
В 1909 році опублікував в Одесі друге, змінене і доповнене видання авторського «Курсу сімейного права».

### Праці
- Загоровский А. И. Незаконнорожденные по саксонскому и французскому кодексам в связи с принципиальным решением вопроса о незаконнорожденных вообще. — Киев: Университетск. тип., 1879. — 199 с. [Архівовано 15 лютого 2014 у Wayback Machine.] (перевидання: Загоровский А. И. Незаконнорожденные по саксонскому и французскому кодексам в связи с принципиальным решением вопроса о незаконнорожденных вообще [Электронный ресурс] / А. И. Загоровский. — Москва: Лань, 2013. — ISBN 978-5-507-31547-5 : Б. ц.)
- Загоровский А. И. О разводе по русскому праву. — Харьков: Тип. М. Ф. Зильберберга, 1884. — 490 с.
- Загоровский А. И. Очерки гражданского судопроизводства в новых административно-судебных и судебных учреждениях. — Одесса: Тип. Штаба Одес. воен. окр., 1892. — 373 с.
- Загоровский А. И. Курс семейного права. — Одесса: Тип. «Экономическая», 1902. — 460 с. (2-ге вид.: Загоровский А. И. Курс семейного права. Издание второе, с переменами і дополнениями. — Одесса: Типографія Акціонернаго Южно — Русскаго Общества Печатнаго Дъла, 1909. — 564 c. [Архівовано 5 листопада 2013 у Wayback Machine.], link [Архівовано 22 травня 2021 у Wayback Machine.]).